# Zduństwo
Zduństwo – rzemiosło zajmujące się budową i naprawą pieców (pokojowych, kuchennych, chlebowych, pieco-kominków, ostatnio (po 1990 r.) także kominków). Rzemieślnik uprawiający to rzemiosło to zdun.

## Historia
W średniowieczu zduństwo nie było odrębnym zawodem. Przygotowywaniem kafli i stawianiem pieców zajmowali się garncarze. Jeszcze do XVIII w., niektórzy z nich na kole garncarskim, prawdopodobnie już tylko na wstawki na miejsce uszkodzonych, robili kafle garnkowe i miskowe. Budowanie kominków należało do obowiązków budowniczych domów. Z czasem coraz częściej piece stawały się standardowym wyposażeniem mieszkania. Stąd garncarze (zdunowie) byli coraz liczniejsi i zakładali własne cechy. Nauka zawodu rozpoczynała się wcześnie, kandydat na zduna najpierw terminował u mistrza, potem zostawał czeladnikiem. Czeladnik, przed zostaniem mistrzem musiał na dwa lata udać się w świat aby znaleźć innego zduna który by go mógł douczyć fachu i znaleźć miejsce gdzie po zrobieniu majstersztyku (zdobyciu mistrzostwa) mógłby wstąpić do cechu i osiąść na stałe. Jeszcze w XIX w. w ramach majstersztyku robiono wielki gliniany garnek lub piec (zależnie od okolicy i potrzeb). Piece kaflowe były konstrukcjami dość drogimi. Stać na nie było szlachtę, duchowieństwo, mieszczaństwo. Chłopi robili piece tylko w kuchni, „domowym sposobem” z gliny i kamienia, mające palenisko na polepie. Często były to piece typu „ruskiego”. Zajmowały one blisko 1/4 pomieszczenia i oprócz gotowania służyły jako miejsce do spania, przynajmniej dla chorych, dzieci i osób starych. Główny koszt pieca stanowiły płytowe kafle: reliefowe i gładkie, jednokolorowe i wielokolorowe, jednakowe lub z różnorodnym planem tematycznym. Produkowane już od XIV/XV wieku kafle płytowe produkowano metodą odciskania lica i wycinania kołnierza. Mimo że niektórzy rzemieślnicy do wyrobu kołnierza początkowo stosowali wciąż koło garncarskie, jednak generalnie zaprzestano jego stosowania. Poszczególni zdunowie różnili się też od siebie swoimi umiejętnościami. W technice budowania pieców prawdziwą rewolucję spowodowało zastosowanie do ogrzewania węgla (XVIII/XIX w.). Spowodowało to konieczność budowy kanałów wewnątrz pieca i zastosowania rusztu w palenisku. Podobnym przełomem było zastosowanie w pomieszczeniach kuchennych kuchni angielskich (trzonów kuchennych) z paleniskiem przykrywanym płytami kuchennymi z fajerkami.
W XVIII w. pojawiły się manufaktury, później też fabryki. Stopniowo ich produkcja ulegała specjalizacji. Te zajmujące się wyrobem kafli robiły to znacznie sprawniej niż tradycyjny rzemieślnik. Produkcja rzemieślnicza przestała się opłacać. W tej sytuacji, rzemieślnik mógł już tylko zajmować się zlepianiem gotowych kafli, tak aby powstał piec zgodny z zamówieniem. W ten sposób w połowie XIX w. nastąpiło rozdzielenie zawodu, garncarz (lub fabrykant) produkował kafle zaś zdun je już tylko składał. Kafle stały się powszechnie dostępne i uwłaszczeni chłopi coraz częściej budowali piece pokojowe z kafli (wcześniej pokoje nie były ogrzewane), a nawet kuchenne. Dziś różnica między zdunem (składaczem) a garncarzem (producentem) jest odczuwana wyraźnie (chociaż zdarza się, że zdun ma też fabrykę kafli).
Zwłaszcza na przełomie XIX i XX w. dawne niezależne cechy zostały podporządkowane izbom rzemieślniczym, które pilnowały wykształcenia rzemieślników (powstały szkoły rzemiosła z klasami dla zdunów), pilnowano odprowadzania podatków, wyłapywania i karania nieuczciwej konkurencji (wyłapywano ludzi bez uprawnień i nie płacących podatku) itp. Zwracano też uwagę na znajomość przepisów bezpieczeństwa przez zduna (źle zrobiony piec mógł być przyczyną zaczadzenia mieszkańców).
Po drugiej wojnie światowej, w odbudowywanej Polsce, w tym także Warszawie, jeszcze przez wiele lat głównym źródłem ciepła w mieszkaniach, nawet na wyższych piętrach były piece. Pod koniec lat pięćdziesiątych przewagę zaczęło zdobywać ogrzewanie centralne, najpierw w blokach, później i w indywidualnych domach. Zduństwo stało się zanikającym zawodem. Na przełomie wieków XX/XXI nastąpiło niewielkie ożywienie w tej branży, gdyż wzrosło zainteresowanie tradycyjnymi metodami ogrzewania. Zdunowie zajęli się też budową kominków, jednak specjalistów jest niewielu, a szkoły zawodowe zaniechały kształcenia w tym kierunku.

## Materiały i narzędzia
Materiały używane do budowy pieców to m.in.: cegła czerwona pełna, prostki szamotowe (szamot), kafle, drut stalowy do spinania kafli (zapobiega ich rozpychaniu pod wpływem ciepła), glina, elementy żeliwne – ruszty, drzwiczki, płyty kuchenne, piekarniki, ramy piecowe.
Narzędzia używane przez zdunów: młotek murarski, młoteczek do pobijania nożyka lub dornika, nożyk zduński do przycinania kafli, gładzik („kamień szlifierski”) do wygładzania brzegów kafli i miejsc cięcia, punktak (dornik) do zaznaczania miejsc cięcia oraz wycinania otworów, szczypce do „łamania” kafli, przecinak, blaszka aluminiowa, gąbka do mycia kafli z gliny, skrzynia na glinę i mieszadło do jej mieszania z piaskiem, wiadro na wodę, kielnia, przybory pomiarowe (pion murarski, liniał (łata), poziomica, kątownica, calówka).